# Felipe Miguel Ángel Dobal
Felipe Miguel Ángel Dobal (Puan, Provincia de Buenos Aires, Argentina; 7 de enero de 1923-Temperley, Argentina; 30 de noviembre de 2018) fue un humorista gráfico y escritor argentino.

## Biografía
Felipe Miguel Ángel Dobal con solo 16 años empieza a dibujar tiras de actualidad y deportivas en 1939, para el diario El Atlántico de Bahía Blanca. En 1943, comienza una tira diaria llamada Actualidad por Dobal.
En 1945, Lino Palacio lo suma a su equipo y para ello viaja a Buenos Aires donde formaría parte de la Revista Don Fulgencio.
El 14 de abril de 1958, pasa al Diario Clarín, desde entonces y hasta 1973, Dobal era el único que publicaba una tira diaria. En 1973, Clarín crea la mítica contratapa del matutino donde compartiría desde entonces cartel con figuras de la talla de Caloi, Roberto Fontanarrosa, Horacio Altuna, Carlos Trillo, Crist, Aldo Rivero, Alberto Contreras, Ian, Tabaré, Jorge Guinzburg, Carlos Abrevaya, Viuti, Fernando Sendra y Alberto Bróccoli, entre otros. A su tira De la crónica diaria permanecería hasta 2003, lo que conformaron 45 años consecutivos en el diario.
 Paralelamente, en noviembre de 1958, crea para La Razón, El detalle que faltaba una tira que se mantendría en ese diario por 27 años. Otros trabajos destacados los realizó en Diario Crónica, Damas y Damitas, El Hogar, Mundo Deportivo, Gente y Pobre diablo (de Chile).